# Charlie Mosquea
Gonzalez Mosquea Melo (Nagua, República Dominicana 14 de abril de 1963 (62 años) conocido como Charlie Mosquea es un compositor, cantante, productor, actor & locutor con más de 350 canciones grabadas en voces de grandes artistas nacionales e internacionales.

## Origen
Sus padres Jesus Mosquea, agricultor de profesión y Leonora Melo, ama de casa. Su niñez fue plena de inspiración en los verdes prados y rios de la Colonia del Cedro de Miches. A sus 14 años se muda CoN sus padres al pueblo costero de Sabana de la Mar donde recibe sus primeros elogios y aplausos cantando serenatas, y presentándose en actividades culturales y en los Parques. en el 1981 parte hacia la capital Santo Domingo a raíz de la muerte de su padre con la intención de estudiar y hacer sus sueños realidad  con la Música

## Obra

### Apariciones como actor
- Es acaso este su caso? & Telesucesos -Programa "De Noche" que producía Yaqui Núñez del Risco y Alfonso Rodriguez en los años (1987, 1988)

### Programas de Televisión
Apareció por año y medio como coanimador y guitarrista en el Programa "Sabrosa Noche" Junto a Victor Pinales Por Super Canal 33
2009-2010 

### Discografía como intérprete
- Single 45, Esa Mujer que me espera en casa- Amigo Records 1987
- Bohemio- Camino Records 1996
- Vuelo 103- J&N Records 1999
- Puño y Letra- Shaylyna Record 2011
- Amores- Mayimba Music distribución Sony Music

#### Composiciones destacadas desde 1984
- Olga Lara - (Cualquiera se Engaña) 1984
- Rasputin- (Mujer) 1985
- Fausto Rey- (Por fin Llegó el Amor), (Amor de estudiante) 1986
- Xiomara- (Usted y yo) 1986
- Los Paymasi- (Corazón), (Pequeño Soñador) 1986
- Anthony Rios- (Hombre y mujer), (Me duele) 1988
- Omar franco- (Hurracan), (Corazón de Metal) 1988
- Edili- (Esa Vampira No soy yo) 1989
- Valeria- (Pero No), (Un Lado Aparte) 1991 (Sedúceme), (Amores Que Matan), (Me Declaro Tuya) 1994
- Sergio Vargas- (Lucerito) 1991
- Victor Waill- (La Tortolita) (Si me Hubieran dicho) (1992, 2014)
- Iris y Franklyn- (El Hombre Ideal) 1992
- Alex Bueno- (Quiéreme) (Amores que matan) (Quítame la vida) (Pasa cantando) (Ese Hombre soy yo) (Tengo pero me Faltas Tu) (1992,1999)
- Betty Missiego- (La tortolita)
- Junior Gonzales- (Arrodillado como El 2) 1993
- Sophy De Puerto Rico- (Sedúceme) (Ven) (Un Lado Aparte) 1994
- Nino Segarra- (Probemos como amantes) 1994
- Grupo Recuerdo- (Amor por residencia) (Amores que matan) 1995
- Ravel- (El Tipo) (Vuelve Corazón) (Cosa linda) (Casima Dominguera) (El roto) 1995
- Fernando Villalona- (Muchachita Mia) (Pueblo Mio) (Déjate Querer) (Naci para cantar) (1994,1999)
- Jailene Cintrón- (Pero No) 1995
- Tito Nieves- (Tuyo) (Mi Sombra Tu) 1996
- Grupo Mojado- (Tengo pero me faltas tu) 1996
- Gisselle Ortiz- (Siempre Que Pasa El Amor) (Vampira) 1996
- Celinés Pagán- (Perdono Pero Nunca Olvido) 1997
- Irisneyda- (El Hombre Ideal) 1997
- Anthony Santos- (Si yo Fuera) 1998
- Frank Reyes- (malquerida) 1998
- Eddy Herrera- (Amantes prohibidos) (Amor Ayudame) (1996,2007)
- Yoskar Sarante- (Perdido) 1998
- Joe Veras- (Te Quiero de Veras) 2004
- Sergio Vargas- (siempre que pase el amor) (Dile) (Dime Donde) (Mantequilla en Pan Caliente) (Nos quieren dividir) (1999,2011)
- Henry Vivel -  (Henry Vivel)

### Premios
Disco del año y el Dorado 1984, cinco premios Casandras y Más de 7 Nominaciones a mejor Compositor y canciones del año, además Innumerables reconocimientos Nacionales e internacionales.
- Datos: Q24583723